# C'è posto per tutti (film 1990)
C'è posto per tutti è un film del 1990 diretto da Giancarlo Planta.

## Trama
Napoli. Un gruppo di giovani alla ricerca di un lavoro si ritrova a montare il palco per il comizio del Primo Maggio. Mentre lavorano, tra una risata e l'altra, i giovani iniziano a conoscersi: c'è quello appena sposato che non riesce a trovare un lavoro fisso ma solo rappresentanze inutili o affari poco chiari; c'è l'aspirante attore, che dopo esser andato a Roma per tentare di sfondare nello spettacolo si ritrova sotto un palco, e così via.